# 大坪直行
大坪 直行（おおつぼ なおゆき、1935年1月 - ）は、日本の編集者、実業家。宝石社の編集者を経て、1972年に霊友会をスポンサーとする雑誌『いんなあとりっぷ』を創刊した。

## 来歴

『ヒッチコック・マガジン』1959年8月号（創刊号）の奥付。編集担当として大坪の名も記載されている。

東京生まれ。父は本郷坂下町（現・文京区千駄木3丁目）時代の講談社の向かいで郵便局を営み、野間清治の家に出入りしていた。
早稲田大学大学院在学中、講談社学芸部でアルバイトしたのち、1958年、江戸川乱歩のスカウトで宝石社に入社。雑誌『宝石』の編集に従事し、主に日本人作家を担当する。
1959年6月、宝石社は『Alfred Hitchcock's Mystery Magazine』の日本版である『ヒッチコック・マガジン』を創刊した（8月号）。編集長の中原弓彦の下で同誌の編集にも従事。
詩人としても活動し「若い日本の会」にも参加。のち『宝石』最後の編集長に就任。1964年5月、『宝石』が廃刊。
1965年、光文社は『宝石』の版権を買い取って、同年10月に男性向け月刊総合雑誌として再刊した。大坪は光文社へ入社してそのまま編集長となった。
のち退社して、1972年、石原慎太郎の薦めにより霊友会をスポンサーとする雑誌『いんなあとりっぷ』を創刊。同時に「いんなあとりっぷ社」社長に就任。1990年まで『いんなあとりっぷ』を刊行。
のち経心会（経営と心の会）代表。